# Diana Aviv
Diana Aviv (Johannesburgo) es una ejecutiva empresarial estadounidense procedente de Sudáfrica. Fue directora general de Feeding America e Independent Sector.

## Primeros años y Educación
Su padre era un refugiado polaco que viajó con su familia a Sudáfrica escapando del Holocausto. Diana creció en Johannesburgo, conoció la vida de Nelson Mandela durante su etapa como miembro del movimiento de juventud "Habonim". Se graduó en King David High School Victory Park en 1968, y en la Universidad del Witwatersrand en 1974. A continuación se mudó a Norteamérica, y se matriculó en la Facultad de Trabajo Social de la Universidad de Columbia. Diana había estudiado Trabajo Social en Johannesburgo, ya que era la única manera legal de implicarse en el movimiento antiapartheid sin acabar en prisión.

## Trayectoria profesional
Al finalizar sus estudios de Máster, Aviv ejerció como trabajadora social clínica en el Southeast Nassau Guidance Center y como directora ejecutiva de Alternative to Domestic Violence. Al principio de los años 90, Aviv consiguió el puesto de directora adjunta del Consejo Judío para los Asuntos Públicos. Finalmente promocionó al rango de vicepresidenta para política pública en las Comunidades Judías Unidas. Aviv conoció personalmente a Nelson Mandela en junio de 1990, después de su liberación de prisión.
En 2003 fue nombrada presidenta y directora general de Independent Sector, puesto en el que permaneció hasta 2015, cuando fue nombrada directora general de Feeding America. Trabajó en Feeding America hasta 2018, tras su dimisión por asuntos personales. Aviv se afilió al cuerpo facultativo de la  Universidad de Indiana - Universidad Purdue en Indianápolis, como Profesional Visitante Distinguida y como Profesora visitante durante 2018.

## Vida personal
Diana Aviv está casada con Sterling Speirn y tienen dos hijos.